# Wart Arslan
Wart Arslan  (eigentlich Jetwart Arslan), auch Edoardo Arslan, (* 3. Oktober 1899 in Padua; † 10. Juli 1968 in Mailand) war ein italienischer Kunsthistoriker.

## Leben und Werk
Seine Familie stammte aus Armenien, sein Vater Yerwant Arslan (1865–1948) kam bereits als Jugendlicher nach Italien und wurde dort ein bekannter Hals-Nasen-Ohren-Arzt. Auch Wart sollte zunächst Medizin an der Universität Padua studieren, wechselte jedoch zur Kunstgeschichte, die er bei Giuseppe Fiocco studierte und 1925 mit der Laurea abschloss. Anschließend setzte er seine Ausbildung an der Scuola di specializzazione in storia dell’arte in Rom bei Adolfo Venturi fort. Er trat in die staatliche Kulturverwaltung ein und wurde 1928 Mitarbeiter der Pinacoteca Nazionale di Bologna, 1933 Direktor des Museo Civico in Bozen. 1939 wurde er Professor für Kunstgeschichte an der Universität Cagliari und wechselte 1942 an die Universität Pavia, wo er bis zu seinem Tode lehrte.
Sein Spezialgebiet war die Kunst Venetiens und der Lombardei, insbesondere die Architektur des Mittelalters, aber auch die Malerei der Renaissance und des 17. Jahrhunderts.
Sein Sohn ist der Numismatiker Ermanno A. Arslan (* 1940).

## Veröffentlichungen (Auswahl)
- I Bassano. Apollo, Bologna 1931.
- L’architettura romanica veronese. La Tipografica veronese, Verona 1939.
- Il Museo dell’Alto Adige a Bolzano (= Itinerari dei musei e monumenti d’Italia. Band 77). Libreria dello Stato, Rom 1942.
- La pittura e la scultura veronese dal secolo VIII al secolo XIII. Con un’appendice sull’architettura romanica veronese. Bocca, Mailand 1943.
- Architettura romanica milanese. In: Storia di Milano. Band 3, 3, 1954.
- I Bassano. Ceschina, Mailand 1960.
- Venezia gotica. L’architettura civile gotica veneziana. Electa, Mailand 1970.